# (8281) 1991 PC18
(8281) 1991 PC18 es un asteroide perteneciente al cinturón de asteroides, región del sistema solar que se encuentra entre las órbitas de Marte y Júpiter, descubierto el 8 de agosto de 1991 por Henry E. Holt desde el Observatorio del Monte Palomar, Estados Unidos.

## Designación y nombre
Designado provisionalmente como 1991 PC18. 

## Características orbitales
1991 PC18 está situado a una distancia media del Sol de 2,805 ua, pudiendo alejarse hasta 3,031 ua y acercarse hasta 2,580 ua. Su excentricidad es 0,080 y la inclinación orbital 6,191 grados. Emplea 1716,10 días en completar una órbita alrededor del Sol.

## Características físicas
La magnitud absoluta de 1991 PC18 es 13,40. Tiene 13,195 km de diámetro y su albedo se estima en 0,056. 